# Locaute
Locaute (do inglês lockout) é a recusa por parte da entidade patronal em ceder aos trabalhadores os instrumentos de trabalho necessários para a sua actividade. Ao contrário da greve, que ocorre com a paralisação dos trabalhadores, o locaute se dá pela paralisação dos empregadores. Normalmente, trata-se de um ato provisório e voluntário.
É proibido pela Constituição portuguesa no número 4 do artigo 57º. E também é prática proibida na ordem jurídica brasileira quando tiver o objetivo de frustrar negociação ou dificultar o atendimento de reivindicações dos respectivos empregados (Lei nº 7.783/89,17), evitando-se sua utilização como estratégia para enfraquecer a união dos trabalhadores durante uma greve. Há legislações que permitem o locaute, tais como na França, no qual há a permissão, desde que decorrente de força maior ou se houver uma cláusula de exceção de contrato não cumprido. 